# Център за аномалийна зоология
Центърът за аномалийна зоология в графство Девън е посветен на изучаването на криптидите и изследването на други странни биоформи на живот, за които се предполага, че обитават Земята.
Регистриран е като неправителствена организация с нестопанска цел. Създаден е от британския изследовател и военен полковник Джон Блашфорд-Снел. През 2005 г. Джонатън Доунс заема поста директор на организацията. Понастоящем организацията е разположена в Северен Девън. В процеса на изграждане са музей, библиотека и лаборатория.

## Дейност
Организацията извършва много и разнообразни дейности. Основно се занимава с изследване на криптидите, като изучава тяхното поведение и ареали на живот, но също така помага във ветеринарството и е в подкрепа на „животинската полиция“ в Англия. Центърът за аномалийна зоология се занимава още и с екология и опазване на застрашените от изчезване видове растения и животни във Великобритания.

## Експедиции
Членове на организацията са извършили експедиции до:
- Мексико (1998)
- Флорида (САЩ, 1998)
- Невада (САЩ, 1999 и 2003 г.)
- Пуерто Рико (1998 и 2004 г.)[2]
- Суматра (Индонезия, 2003 и 2004 г.)[3][4]
- Тексас (САЩ, 2003 и 2004 г.) [5]
- Монголия (2005) [6]
- Тайланд (2000)[7]
- Илинойс (САЩ, 2004)
- Гамбия (2006)
- Гвиана (2007)
- Русия (2008)
- Науру, Тонга, Нова Зеландия, Австралия и Фиджи (2009 до 2011) – Неосъществени, но в проект.
- във Великобритания:
  - Езеро Болъм (2004)
  - Лох Морър (2006)